# 1676 Kariba
1676 Kariba è un asteroide della fascia principale. Scoperto nel 1939, presenta un'orbita caratterizzata da un semiasse maggiore pari a 2,2357853 UA e da un'eccentricità di 0,1871175, inclinata di 6,12947° rispetto all'eclittica.
L'asteroide prende il nome dall'omonimo lago artificiale al confine tra Zambia e Zimbabwe.